# Pleioceras
Pleioceras é um género botânico pertencente à família Apocynaceae.